# 新・ドラゴン危機一発
『新・ドラゴン危機一発』（しんどらごんききいっぱつ、原題：新唐山大兄、英題：Shanghai Affairs）とは1998年の香港映画。原題に「唐山大兄」、邦題にも「ドラゴン危機一発」とついているが、ストーリーはブルース・リーの『ドラゴン危機一発』（原題：唐山大兄）及びドニー・イェンの『ドラゴン危機一発'97』（原題：戰狼傳説）のいずれとも無関係。

## 登場人物
トンサン/ドニー・イェン
上海の無医村「ジャッパ」に診療所を開業したイギリス帰りの医者。師レイモンドの病院の勤務も掛け持ちすることになる。かつて父と2人貧乏暮らしで、父は医者にかかれず死去。そのため医者になり人助けをする。普段はスーツ姿。博愛主義者で、商売のいざこざを仲介した際にシンと出会う。以前はケンカっ早く、手術の執刀日に怪我をし遅れたため、患者を死なせたことがあった。それゆえに面倒事に関わりたがらない。その時のケンカによる手の古傷が今でも痛み、ボンに二の舞を演じさせたくないと思っている。子供の死体遺棄事件の捜査をローチャに依頼する。レイモンドに濡れ衣を着せられ追われる身となる。
シン/アテナ・チュウ
ローチャの妹。のどの病気で話すことができないため筆談をする。リンとは親友であり姉のように思っている。トンサンの手術により声を15年ぶりに取り戻し、彼への思いを確かなものとする。トンサンについて行き看護学を学ぶことを望む。兄へも恩返しをしたいと思っているが、トンサンと兄の関係を悩む。最後にはトンサンとともにローチャから逃れ廃屋に身を隠すが、トンサンをかばってロンの凶刃に倒れる。そのためロンは処刑された。
ユー・ローチャ/ユー・ロングァン
「フータウ団」のボス。ジャッパ村にカジノを建てるため村人に立ち退きを強いる。「フーシン」という神を信仰し、妹の病が治るようにと願う。妹を溺愛している。西洋医学を「金目当てだ」と非難して信じない。様々なことに板ばさみに遭い、苦悩する。鎖つきシルバーハンドアックスが武器。
ラウ・ボン/チャン・ジンパン
トンサンの助手。曲がったことが嫌いな青年ですぐに熱くなる。フータウ団に強い怒りを感じ、やりきれない思いをトンサンにぶつける。ロンとはなにかと因縁がある。子供の拉致現場を目撃したために消されてしまう。
ロン
ローチャの側近。血の気が多く、勝手な行動ばかりする。シンの手術を妨害しようとする。
リン
ローチャの愛人。シンの世話役。トンサンに思いを寄せ、自ら刺繍をしたハンカチをプレゼントする。しかし最後にはトンサンとシンの気持ちを大事にし身を引く。シンがピンチの時も守ろうとする。
レイモンド
ジャッパ村の土地の所有者。土地はフータウ団に任せてある。大病院の院長で領事館ともコネがある。ローチャに金を渡して多くの子供を誘拐させ、医学の実験と称して解剖をする。子供を「社会の役立たず」とも言い放つ冷酷な人物。ローチャのことも道具としか思っていない。
少女
フータウ団に村を襲撃された時、父親が重傷を負わされるがトンサンの手術によって一命をとりとめる。トンサンとボンの活躍を見て、医学と武術を学びたいと思う。ボンを気に入って弟子入りする。しかし、事件に巻き込まれて川に捨てられてしまう。
ワー
監査。フータウ団の横暴に手を焼いている。「警察は無力であり金持ちにこびる」と嘆く。トンサンとは仲が良い。
フータウ団
ならず者たち。みなスーツ姿でハンドアックスを装備している。表情がなくローチャにロボットのように従う。

## スタッフ
- 企画：リー・ワァー
- プロデューサー：ラウ・チン・フェイ、チャン・チョン・イン、ウォン・チー・ミン
- 監督：ドニー・イェン
- 脚本：サンポーグループ
- 撮影：プーン・タック・イップ
- アクション指導：ドニー・イェン

## 主題歌
- 能否再快樂一次（袛要一次眞心眞意）
- 歌：蔣虹（Michelle Jiang）
- 作曲：KEITH YIP
- 作詞：張美賢、許少榮

## DVD
- 時間：93分
- 発売・販売元：ジェイ・ブイ・ディー
- 品番：JVDD-1041
- パッケージの説明に「シンの目の病気を治す」との記載があるが、これは誤り。